# Brad Maule
George Bradley Maule (ur. 11 października 1951 w Camp Springs w Teksasie) − amerykański aktor, muzyk, scenarzysta i producent filmowy. Odtwórca roli neurologa Anthony’ego „Tony’ego” Jonesa w operze mydlanej ABC Szpital miejski (1984–2006).

## Życiorys
Wychował się na farmie w zachodnim Teksasie jako syn Margaret Josephine (z domu Holt) i George’a Edwarda Maule. Miał dwie siostry − Lindę Louise i Charlotte Ann oraz dwóch braci − Steve’a Leona i George’a Bradleya. Kształcił się w jednej z ostatnich wiejskich szkół (do której uczęszczało 150 uczniów w 12 klasach). Ukończył studia na Uniwersytecie Stephena F. Austina w Nacogdoches z wyróżnieniem z tytułem licencjata ze sztuk pięknych na wydziale teatralnym i języka angielskiego.
Wkrótce po tym, jak wyjechał do Los Angeles, by rozpocząć karierę aktorską. W Westwood Playhouse przez siedem miesięcy występował w muzycznej rewii Movie Star. Wcielił się w Hamleta w spektaklu Somethin's Rockin' in Denmark w Odyssey Theatre Ensemble w Los Angeles. W 1983 zdobył nagrodę DramaLogue Award za rolę w musicalu Stephena Sondheima Marry Me a Little.
Brad Maule to także autor tekstów piosenek i wykonawca muzyki country. Jego pierwszy album, zatytułowany Livin' It Up, spotkał się z dużym uznaniem. Później wydał kolejne dwie płyty: Chameleon i Miles and Miles of Texas. Napisał scenariusz do komedii Glenn's Gotta Go (2020). 
Był żonaty z Pebble E. Hill. 22 grudnia 1984 zawarł związek małżeński z Gladys Laverne Nix. Mają dwoje dzieci − córkę Lily Alexandrę i syna Huntera.

## Filmografia
- 1980: Aniołki Charliego odc. „Dancin' Angels” jako Joe Fairgate
- 1981: Three’s Company jako Bob
- 1981: Aniołki Charliego odc. „Angel on the Line” jako barman
- 1984–2006: Szpital miejski jako dr Tony Jones
- 1997–2000: Port Charles jako dr Tony Jones
- 2000–2005: Siódme niebo jako George Smith
- 2003: Passions jako dr Abel
- 2004: Żar młodości jako wielebny Palmer